# Marie Kondo
Marie Kondo (近藤 麻理恵, Kondō Marie, Tóquio, 9 de outubro de 1984), é uma especialista em organização pessoal, empresária e escritora japonesa.
Kondo escreveu quatro livros sobre organização pessoal, que venderam milhões de cópias e foram traduzidos do japonês para mais de 40 idiomas, incluindo coreano, chinês, indonésio, alemão, sueco, português, espanhol, francês e inglês. Um de seus livros, The Life-Changing Magic of Tidying Up (2011) foi publicado em mais de 30 países, se tornando best-seller no Japão e na Europa.
A revista Time a incluiu na lista de cem pessoas mais influentes do planeta. Seus dois principais livros foram lançados no Brasil com os títulos A Mágica da Arrumação e Isso Me Traz Alegria.

## Biografia
Kondo afirma seu interesse em organização pessoal desde a infância. Na escola primária, Kondo correu para a sala de aula para arrumar as estantes de livros enquanto seus colegas de classe brincavam na aula de educação física. Sempre que havia indicação para papéis de classe, ela não procurava ser o representante de classe ou o alimentador de animais. Em vez disso, ela desejava ser a gerente da estante para continuar a arrumar os livros. Ela disse que experimentou um avanço na organização de um dia, "Eu estava obcecada com o que eu poderia jogar fora. Um dia, eu tive uma espécie de colapso nervoso e desmaiei. Fiquei inconsciente por duas horas. Quando cheguei, ouvi uma voz misteriosa, como um deus da arrumação me dizendo para olhar minhas coisas mais de perto. E percebi meu erro: só estava procurando coisas para jogar fora. O que eu deveria estar fazendo é encontrar as coisas que quero manter. Identificar as coisas que te fazem feliz: esse é o trabalho de arrumar."
Ela passou cinco anos como uma Miko (ajudante) em um santuário xintoísta. Ela fundou sua empresa de consultoria em organização pessoal quando tinha 19 anos e era estudante de sociologia na Universidade da Mulher Cristã de Tóquio. Em seu último ano, ela escreveu sua tese final intitulada "Arrumando como visto da perspectiva de gênero".

## Método KonMari
O método de organização de Kondo é conhecido como o método KonMari, e consiste em reunir todos os seus pertences, uma categoria de cada vez, e manter apenas as coisas que possam "despertar alegria" (ときめく tokimeku, palavra em japonês que pode ser traduzida como "palpitar"), e escolhendo um lugar adequado para os itens mantidos.
Kondo diz que seu método é parcialmente inspirado pela religião xintoísta. Limpar e organizar as coisas corretamente pode ser uma prática espiritual no xintoísmo, que se preocupa com a energia ou o espírito divino das coisas (kami) e o caminho certo para viver (kannagara). "Atrair o que você tem; tratar os objetos que você possui como não descartáveis, mas valiosos, não importando o seu valor monetário real; e criar exibições para que você possa valorizar cada objeto individual são essencialmente modos xintoístas de viver."

## Séries da Netflix
Em 1 de janeiro de 2019, a Netflix estreou a série Ordem na Casa com Marie Kondo (em inglês:  Tidying up with Marie Kondo). Na série, Kondo, com auxílio de uma intérprete, visita famílias da Califórnia, nos Estados Unidos, e põe em prática as dicas dadas em seus livros. Marie Kondo auxilia as famílias a identificarem quais de seus pertences lhes trazem alegria. Ao longo dos episódios, enquanto orienta as famílias, Kondo fornece dicas sobre como dobrar roupas e armazenar objetos pequenos, entre outras.
Em 2021 protagonizou sua segunda série na plataforma: A Magia do dia a dia com Marie Kondo  (em inglês:  Sparking joy with Marie Kondo). Nessa série, Kondo foca em ajudar pessoas que tem dificuldades em equilibrar simultaneamente a rotina da casa e do trabalho, além de explorar seus métodos em vários espaços diferentes.

## Vida pessoal
Kondo se casou com Takumi Kawahara em 2012. Na época em que se conheceram, Kawahara estava trabalhando em suporte de vendas e marketing em uma empresa em Osaka. Uma vez que a carreira de Kondo decolou, ele deixou seu emprego para se tornar seu gerente e, eventualmente, CEO da empresa Konmari Media, LLC. O casal tem dois filhos.
Depois de se casar, ela morou em Tóquio e depois mudou-se para São Francisco. Desde 2019, ela e sua família moram em Los Angeles, Califórnia, nos Estados Unidos.